# Seidel & Naumann
Seidel & Naumann wurde 1868 zunächst allein vom Unternehmer Bruno Naumann zu Königsbrück in Dresden gegründet. Nachdem der Kaufmann Erich Seidel 1869 in das Unternehmen investiert hatte, wurde 1870 sein Name dem Gründernamen vorangestellt und blieb auch nach dessen Ausstieg im Jahre 1876 im Firmennamen erhalten. Innerhalb kürzester Zeit stieg das Unternehmen zum größten Nähmaschinen- und Schreibmaschinenproduzenten Deutschlands auf. Im Jahr 1992 wurde das Werk nach einigen Umfirmierungen und Produktionsumstellungen als Fabrik geschlossen.

## Geschichte

### Firmengründung und -expansion

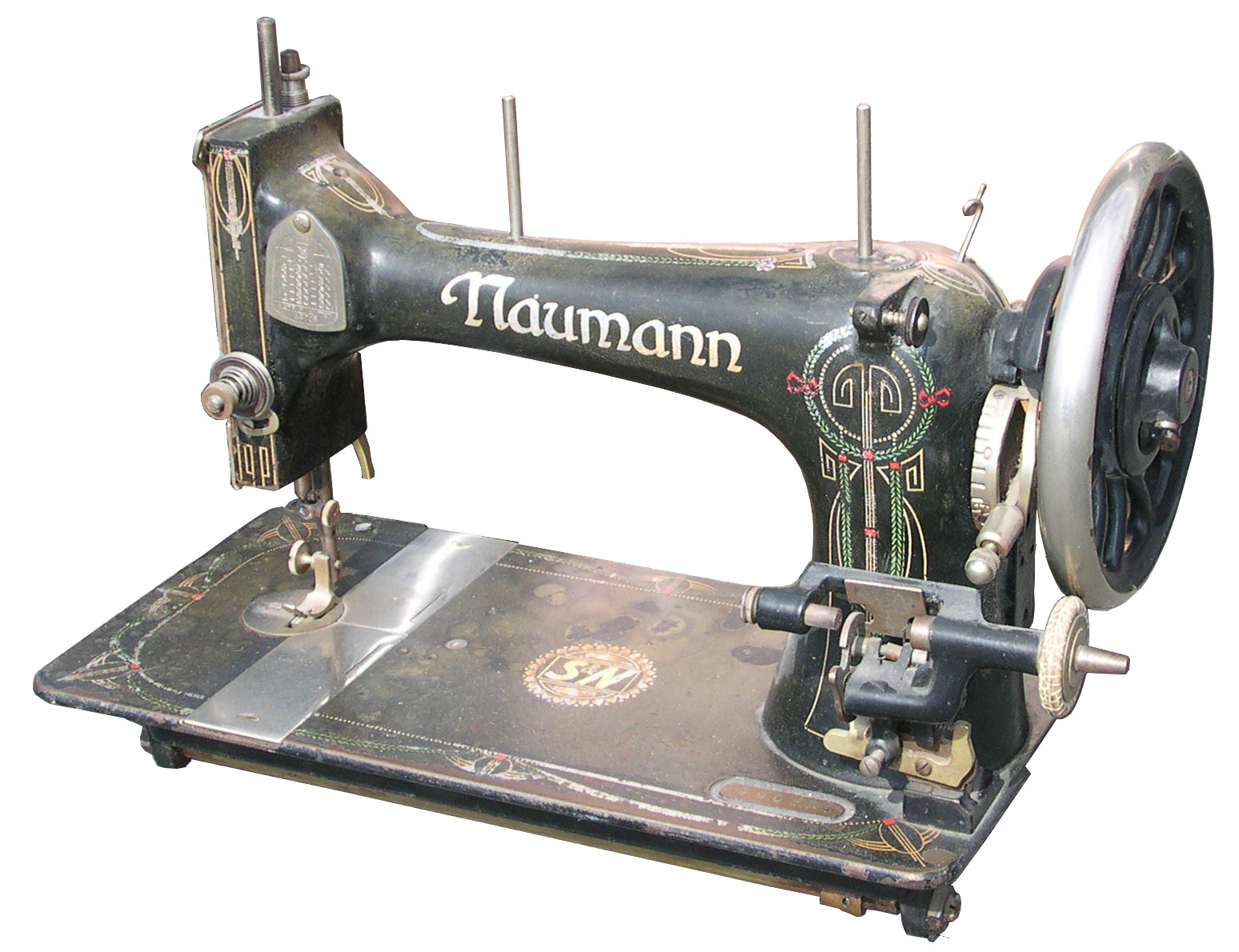
Naumann-Nähmaschine

Nach Absolvierung seiner Wanderjahre kehrte Karl Robert Bruno Naumann nach Dresden zurück und gründete am 5. August 1868 mit eigenen Ersparnissen in Höhe von einigen 100 Talern eine kleine Werkstatt für Feinmechanik. Schon im darauf folgenden Jahr produzierte Naumann Wheeler-Wilson-Nähmaschinen nach amerikanischem Patent. 1869 investierte der Kaufmann Emil Seidel 25.000 Taler in die Firma, die ab 1870 unter „Seidel & Naumann“ firmierte. Obwohl Seidel 1876 mit einer Abfindung in Höhe von einer viertel Million Reichsmark ausschied, blieb es weiterhin beim Firmennamen. Im Laufe der Firmengeschichte kam es zu mehreren Veränderungen der Produktionsschwerpunkte. 1872 war Naumann der erste in Deutschland, der hocharmige Nähmaschinen nach dem moderneren Singerprinzip produzierte und diese immer mehr verbesserte.
Im Jahr 1883 erwarb Naumann ein Baugelände außerhalb der eng bebauten Innenstadt und errichtete eine große Fabrik an der Hamburger Straße. Drei Jahre später wurde das Unternehmen in eine Aktiengesellschaft umgewandelt, die „Nähmaschinenfabrik und Eisengießerei vormals Seidel & Naumann“. In dieser Zeit waren in der Firma 1000 Arbeiter beschäftigt, die 80.000 Nähmaschinen im Jahr produzierten. Das neue Gebäude bot Platz für neue Produkte. So wurde um 1892 die Massenproduktion von Fahrrädern der Marke „Germania“ begonnen. Anzeigen zeugen auch von „Naumanns Fahrrädern“ unter diesem eigenständigen Namen. Hinzu kamen Geschwindigkeitsmesser für Lokomotiven und seit 1887 Musikautomaten. Weltweite Anerkennung erlangten dann die Büroschreibmaschinen der Marke „Ideal“, die speziell nach Kundenwunsch mit Tabulatoren und unterschiedlichen Tastaturen ausgerüstet werden konnten. Seit 1900 gingen auch die Büroschreibmaschinen in die Massenproduktion. 1901 begann der Lizenzbau von Laurin-&-Klement-Motorrädern vom Typ Germania mit Ein- und V-Zweizylinder-Motoren mit Leistungen von 2,5 bis 6 PS. Der Plan, eigene Motorfahrzeuge zu produzieren, wurde nach dem frühen Tod Naumanns im Jahre 1903 aufgegeben. 

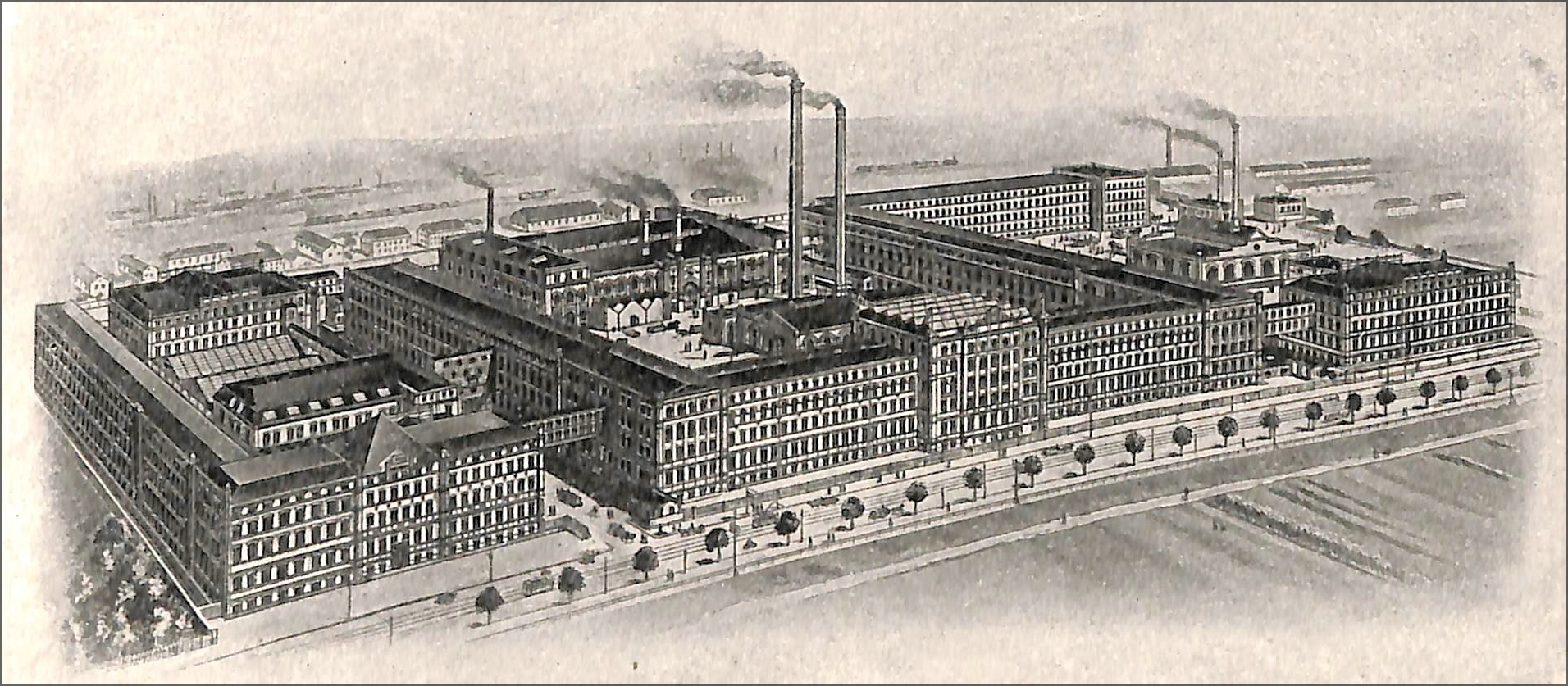
Firmenkomplex (1913)

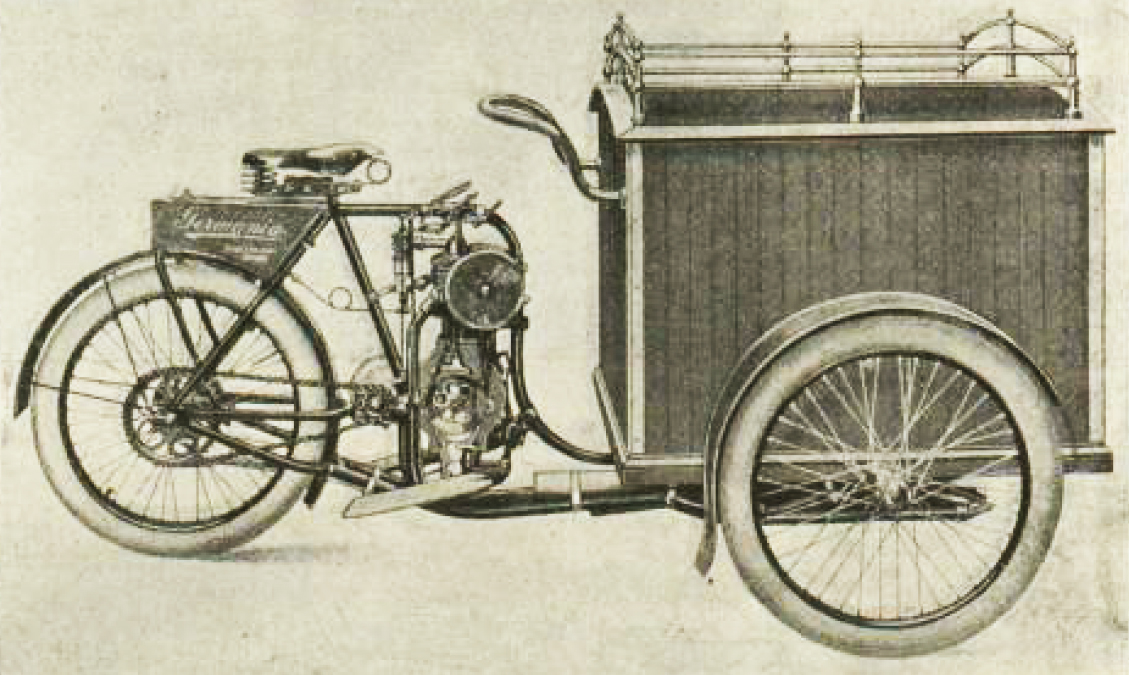
Motorgetriebenes Gepäckdreirad Germania (vor 1908)

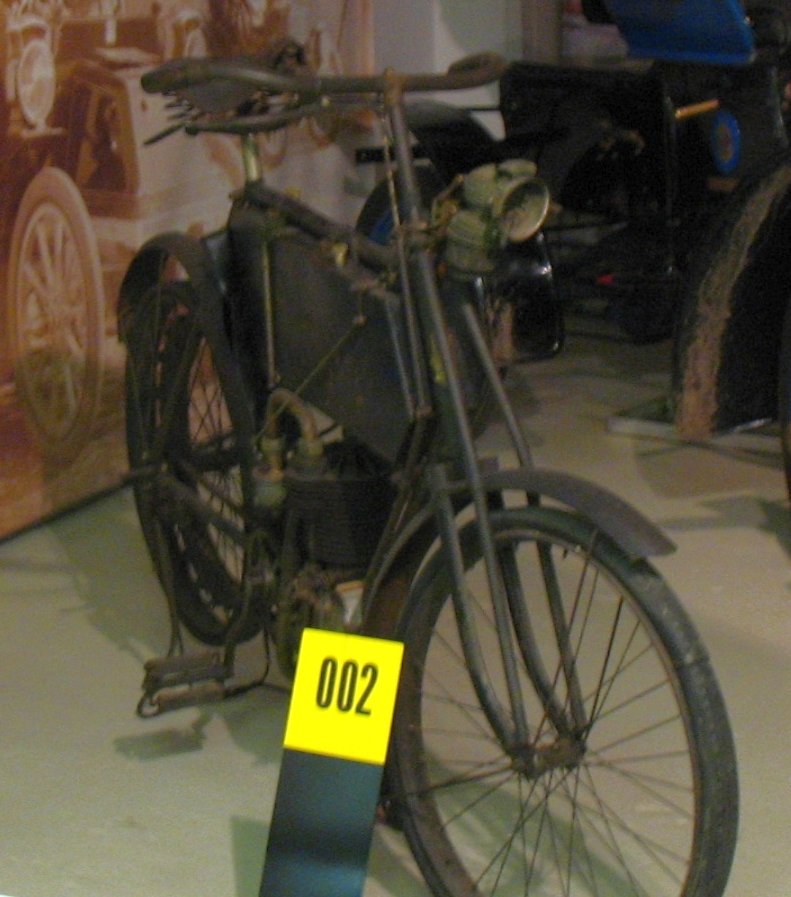
Motorrad Germania Baujahr 1901 von Seidel und Naumann im Museum für sächsische Fahrzeuge – nachweislich eines der drei ältesten Motorräder Deutschlands

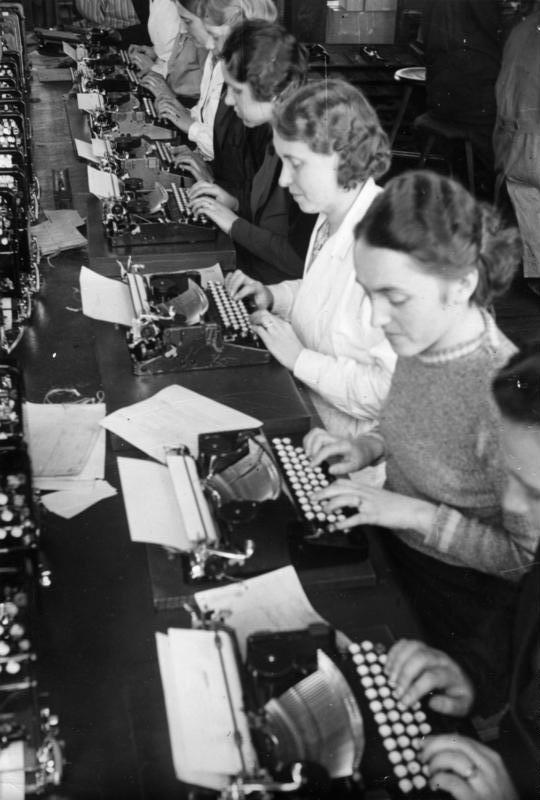
Schreibmaschinenfabrik Seidel & Naumann, 1934

Eine 1908 veröffentlichte Quelle erwähnt allerdings an verschiedenen Stellen, dass auch zu dieser Zeit noch Germania-Motorfahrräder und Gepäckdreiräder unter der Lizenz von Laurin & Klement gefertigt wurden.
Zur Zeit des Todes des Gründers beschäftigte das Unternehmen etwa 2500 Arbeitnehmer. Bruno Naumann schuf für seine Beschäftigten eine Reihe sozialer Einrichtungen: eine Fabrikkrankenkasse für Arbeiter mit langjähriger Betriebszugehörigkeit sowie deren Angehörige, Beihilfekassen für längere Krankheits- und für Sterbefälle, Invaliditätskassen und eine Beamtenunterstützungskasse. In den Werkstätten gab es eine großzügige Grundausstattung mit Garderoben, Toiletten, Wasch- und Speiseräumen.

### Firmengeschichte nach dem Tod des Gründers bis 1945
Die Firma Seidel & Naumann wurde von den Nachfolgern weiter geführt und war bis zu den schweren Beschädigungen bei Luftangriffen in den Jahren 1944/45 einer der wichtigsten Großbetriebe in Dresden. Weltberühmt wurde die 1910 erstmals produzierte leicht transportable Reiseschreibmaschine Erika Nummer 1, benannt nach Naumanns einziger Enkeltochter Hermine Marie Erika Naumann (1907–2000), die spätere Ehefrau von Emil Woermann. Diese Schreibmaschine hatte nur drei Tastenreihen, dafür waren aber die Typen dreifach belegt. Für Exporte nach England und Frankreich gab es die besonderen Markennamen „Bijou“ und „Gloria“. Am 28. Januar 1910 beantragte Seidel & Naumann den Schutz des Markennamens „Erika“ für Schreibmaschinen beim Kaiserlichen Patentamt. Die Eintragung erfolgte noch im gleichen Jahr am 3. August.
1912 wurde die eigene Gießerei nach Pirna verlegt. Die Produktion wurde auf Rechenmaschinen (Kleinstaddier- und Addiermaschinen Typ SuN, Rechenmaschinen Typ XxX), Buchungsautomaten (ab 1925 Typen Idealo und Blitz) und optische Profilschleifmaschinen (ab 1932) ausgeweitet, während die Fahrradproduktion 1938 eingestellt wurde.

### Enteignung und Firmengeschichte nach 1945

Aktie über 1000 RM der Seidel & Naumann AG vom Juni 1942

Nach der Überführung in Volkseigentum 1946 firmierte der Betrieb, seit 1951 zusammen mit der ehemaligen Clemens Müller AG, als VEB Schreibmaschinenwerk(e) Dresden (SWD). Ab 1979 zum VEB Kombinat Robotron (RSD) gehörend, wurden dort noch bis 1990 Schreibmaschinen produziert, meist weiterhin unter dem traditionellen Markennamen Erika. Eine Besonderheit der Erika war die Segmentumschaltung, die bei der Umschaltung von Klein- auf Großschreibung weniger Kraft benötigt als die Wagenumschaltung. Der Betrieb hatte bis zu 3500 Beschäftigte und verfügte über eine eigene Betriebsberufsschule, an der jährlich ca. 300 Lehrlinge ausgebildet wurden. In kleinerem Umfang wurden auch spezielle Maschinen als Dokumentationsschreibmaschine oder als Blindenpunktschrift-Bogenmaschine produziert. Ab 1965 fertigte das Werk Rechenelektronik Glashütte bestimmte Baugruppen der Erika. Die nach der Privatisierung 1990 gebildete robotron Erika GmbH stellte 1991 die Produktion ein und meldete 1992 die Liquidation an. 2004 lief der Markenschutz aus, weshalb 2005 die Marke Erika nach 95 Jahren gelöscht wurde. Die seit 1975 unter dem Markennamen Erika-Picht beim Patentamt eingetragenen Blindenschreibmaschinen nach dem System Picht werden von der Firma multi-tech gGmbH weiterhin in Dresden produziert (Stand 2010).
Das Schreibmaschinenwerk, das sich an der Hamburger Straße befand, wurde 1991 durch Rüdiger Freiherr von Künsberg erworben und diente ab 1992 der Stadtverwaltung Dresden als Technisches Rathaus. Nach 2008 erhobenen massiven Vorwürfen hinsichtlich bestehender Kontaminationen im Boden, wie auch im Gebäude selbst und des seit 1992 völlig ungenügenden Brandschutzes, zog diese Einrichtung bis 2010 aus. Hinsichtlich der Boden- und Gebäudekontamination ermittelten sowohl der Stadtrat, wie auch die Staatsanwaltschaft bis 2012, ohne jedoch die Gesundheitsgefährdung (es wurde von Todesfällen gesprochen) nachweisen zu können. 
Ab 2015 diente das Gebäude nach Sanierungsarbeiten als Flüchtlingsunterkunft.

Schreibmaschine Erika
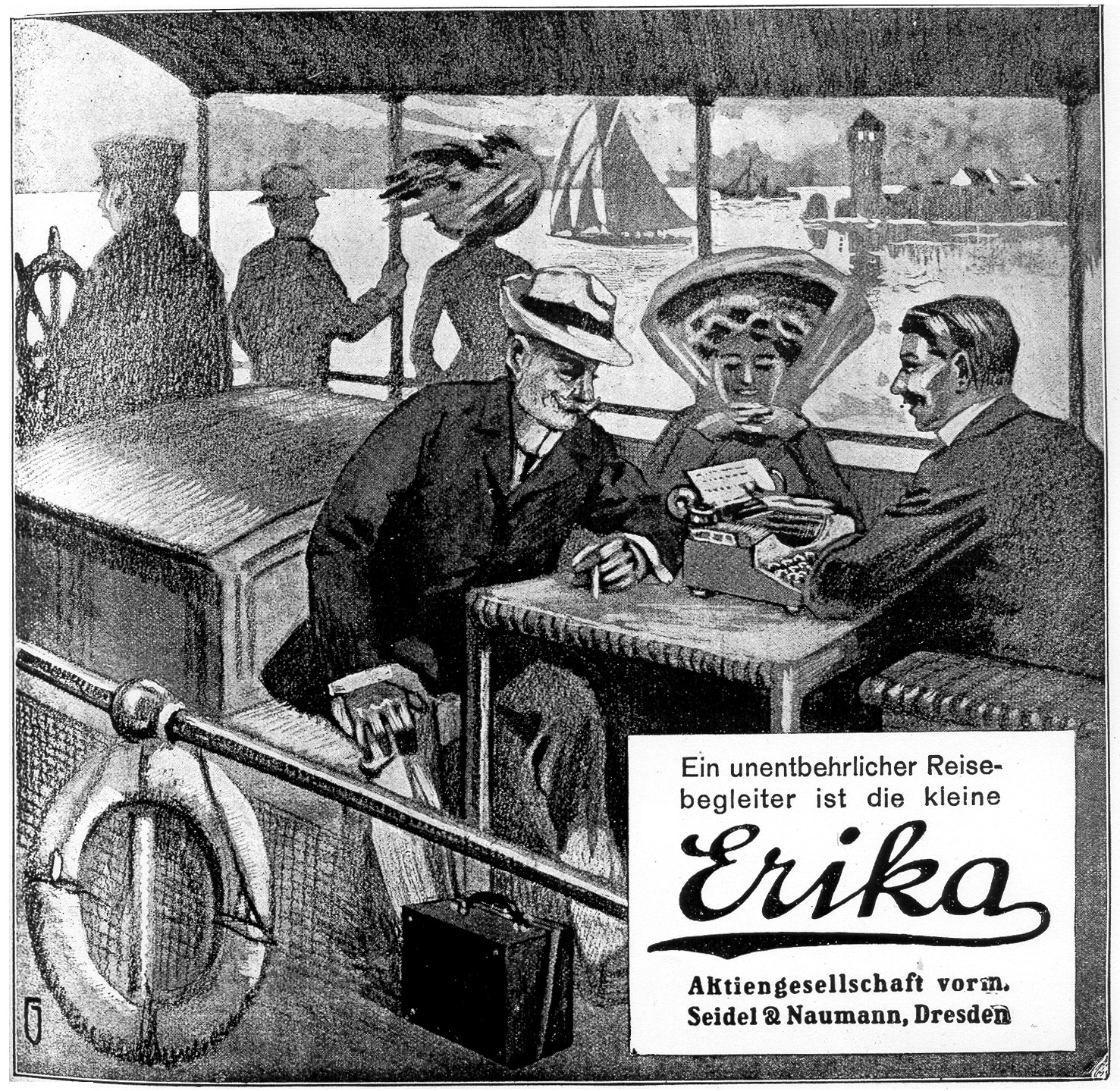
Werbeanzeige für die Erika-Reise-Schreibmaschine, 1910
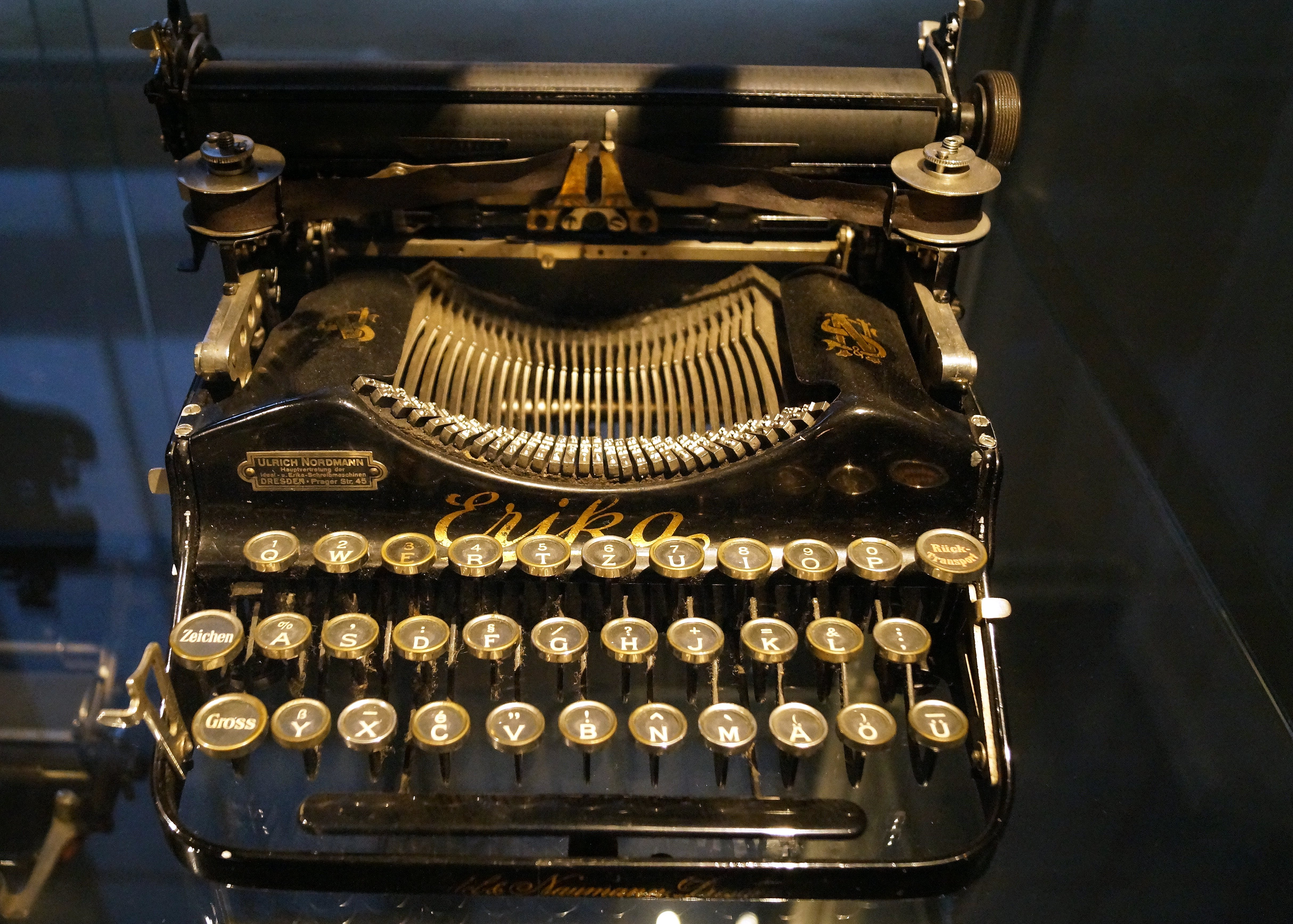
Exponat anno 1912 in den Technischen Sammlungen Dresden
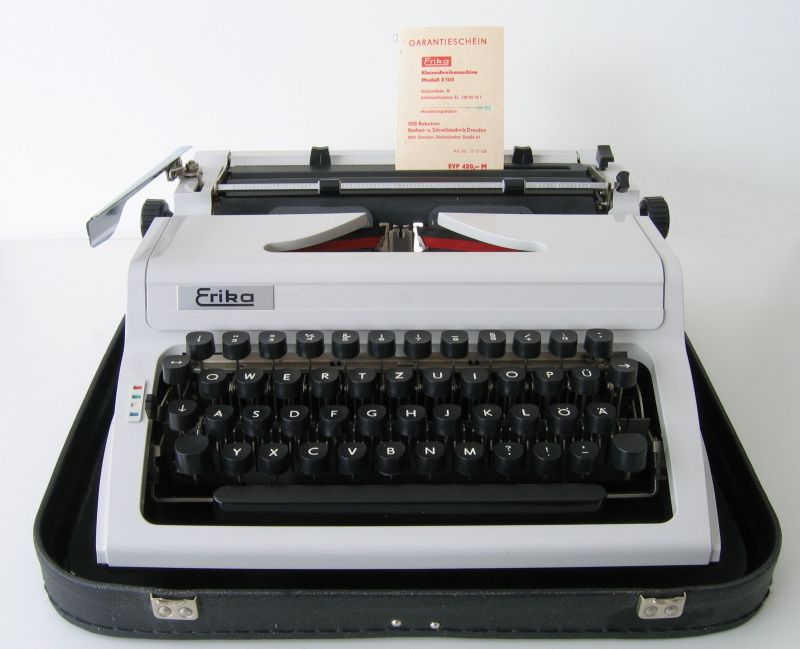
Erika E 100, hergestellt im April 1984 (damaliger Preis 420,- Mark der DDR, was etwa der Hälfte eines durchschnittlichen Monatseinkommens entsprach); Design Erich John
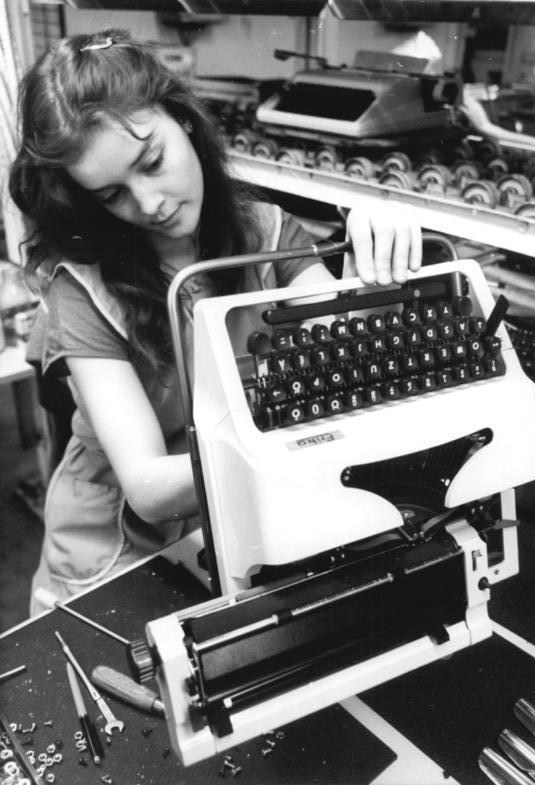
Endmontage einer Erika-Schreibmaschine bei Robotron im Jahre 1987
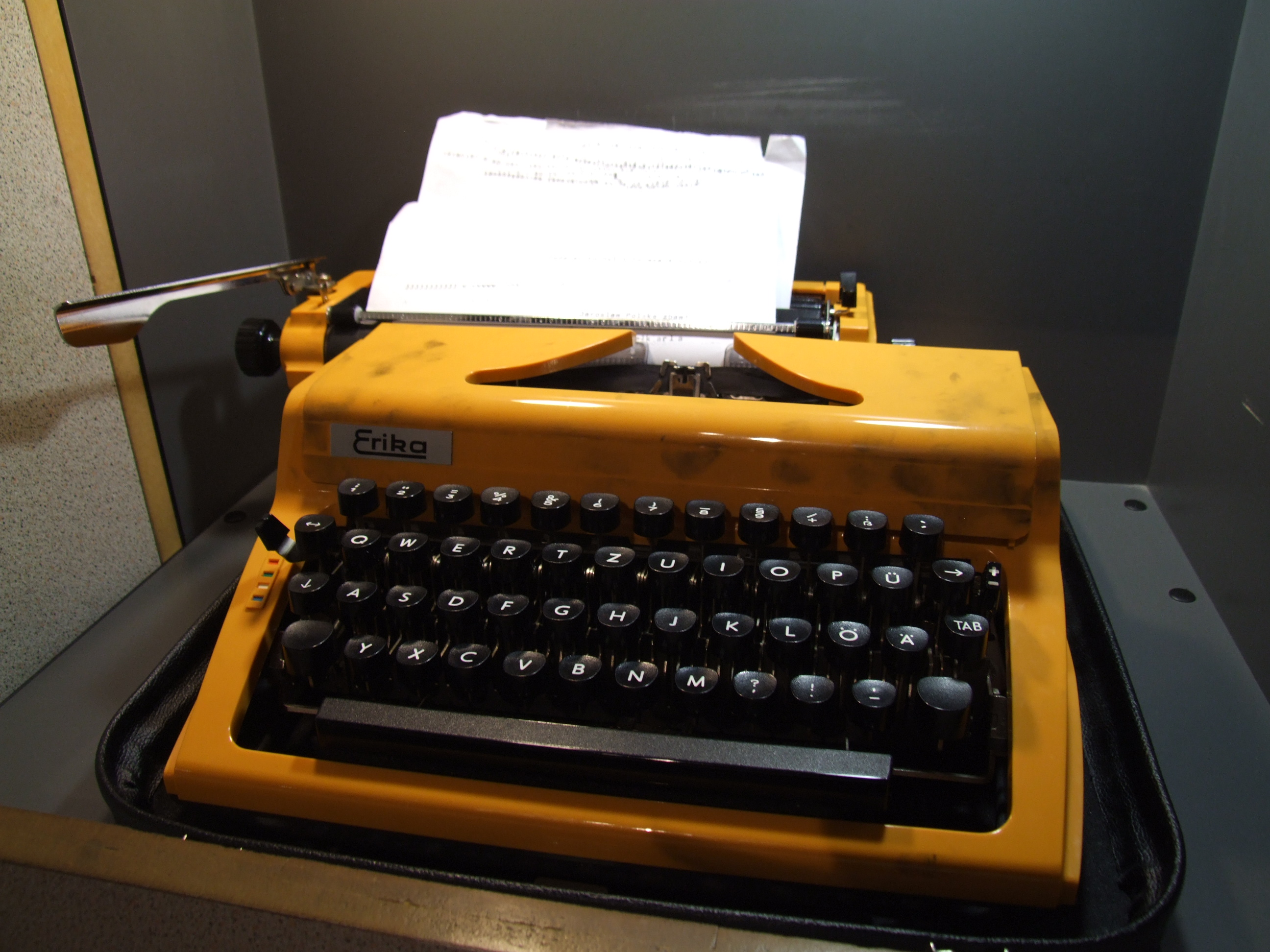
Erika E 115, Baujahr 1980, im DDR-Museum Berlin
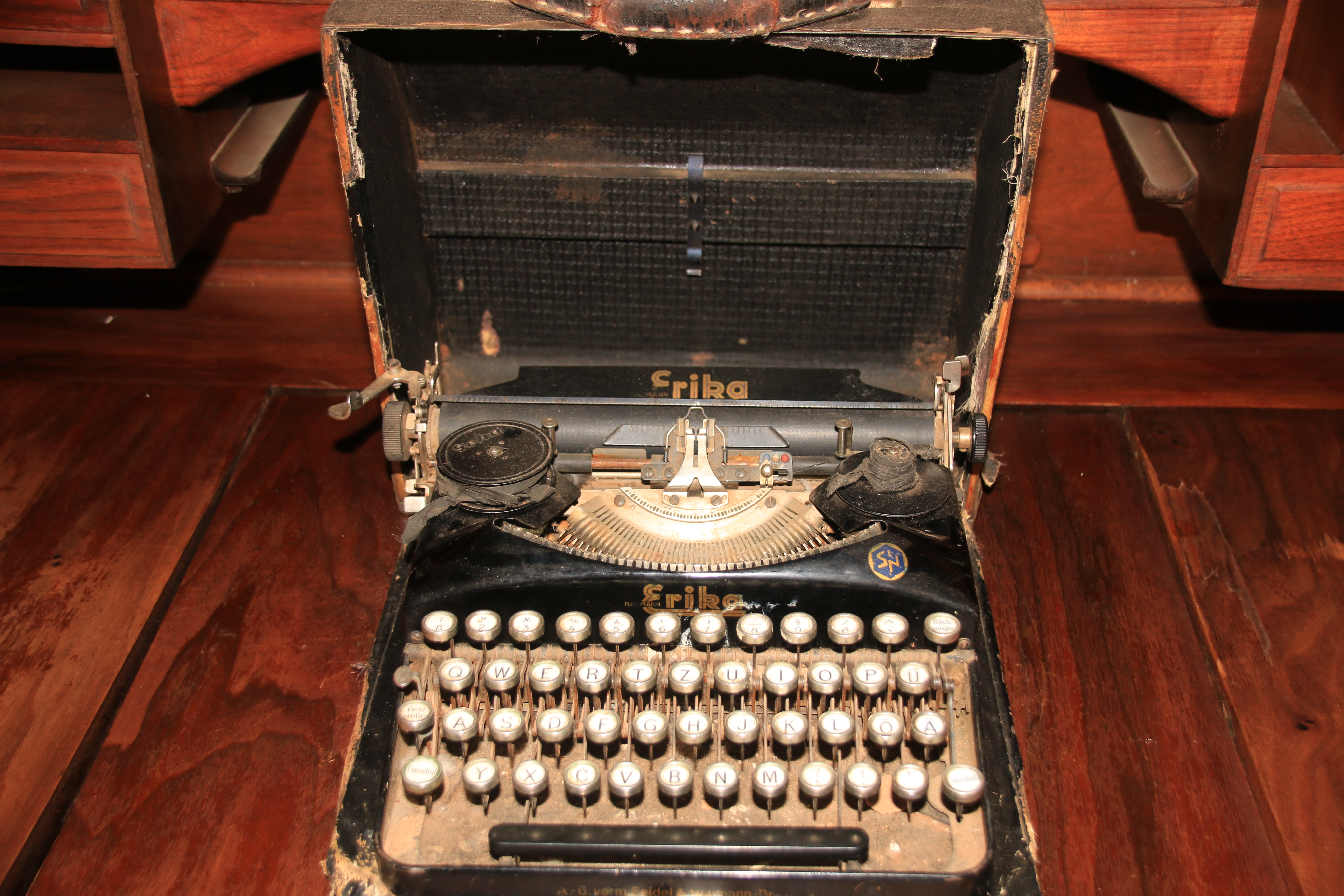
Erika Schreibmaschine im Schloss Duwisib (2019)

## Automobilproduktion
1905 stellte das Unternehmen ein selbst entwickeltes Automobil her. Das Fahrzeug mit der Modellbezeichnung 34/40 PS wurde 1905 bei der Herkomer-Konkurrenz eingesetzt. Es ist unklar, ob weitere Fahrzeuge entstanden.